# Famille Morel
La famille Morel est une famille de la noblesse française, originaire de Picardie.

## Histoire
La famille Morel, originaire de Picardie, est une famille de noblesse d'extraction, maintenue noble en 1704 sur preuves de 1521. Cette famille détenait les fiefs de Foucaucourt-en-Santerre, Crémery, Le Rival, et Boncourt (Aisne).
Elle a compté plusieurs branches : une installée dans le Cambrésis au XVIIIe siècle, d'autres aujourd'hui éteintes : Morel de Crémery, Morel de Bécordel.
Les deux branches subsistantes ont pour plus proches auteurs communs Philippe Morel, écuyer, seigneur de Crémery, Bécordel, mort en 1521, et sa première épouse, Jeanne Le Convers.
Andevannes, seigneurie en Champagne, est reconnue baronnie par arrêt de la cour du Parlement de Paris le 10 juillet 1784, en faveur de Jean-Claude Morel de Crémery de Foucaucourt, baron d'Andevannes.
La famille Morel de Vindé, éteinte en 1842, est parfois rattachée à celles des Morel de Foucaucourt et des Morel de Boncourt, mais cette communauté d'origine est discutée. Charles-Gilbert Morel de Vindé est créé vicomte en 1820 par le roi Louis XVIII et autorisé à « transmettre ses rangs, titres et dignités » à son petit-fils, Charles Louis Terray (fils de Hippolyte Terray de Rozières).

## Personnalités
- Gilbert Morel de Bécordel (1707-1766), maïeur d'Amiens.
- Claude Morel de Boistiroux, premier président du conseil souverain d'Arches et Charleville, conseiller d'État et intendant[réf. nécessaire].
- Charles-François Morel de Boistiroux, conseiller du roi en ses conseils et président en la Cour des Aides de Paris[réf. nécessaire].
- Jean Morel de Foucaucourt, inspecteur général des finances, voyageur, aviateur.[réf. nécessaire]
- Henri Morel de Foucaucourt (1905-1996), officier et aventurier.
- Christine Jordis née Morel de Foucaucourt (1942), écrivaine, journaliste et éditrice, spécialiste de la littérature anglaise.

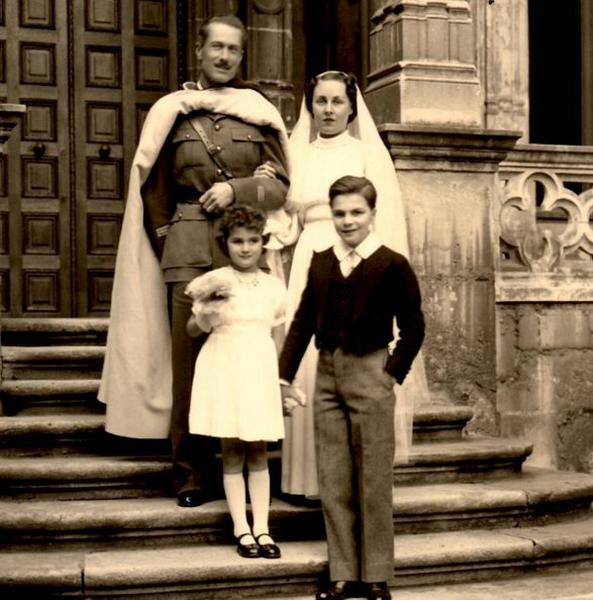
Henri de Foucaucourt et Charlotte Goüin, sur les marches de l'hôtel Goüin (Tours), lors de leur mariage.

Rattachement discuté :
- Charles-Gilbert Morel de Vindé (1759-1842), magistrat, agronome, littérateur, pair de France, membre de l'Académie des sciences.

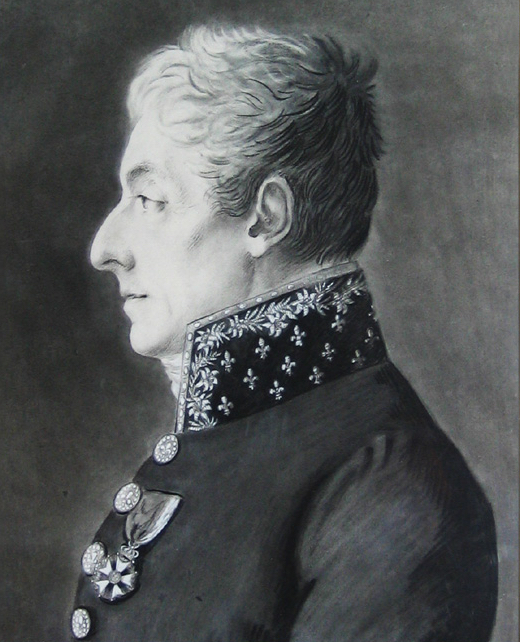
Charles-Gilbert Morel de Vindé (1759-1842).
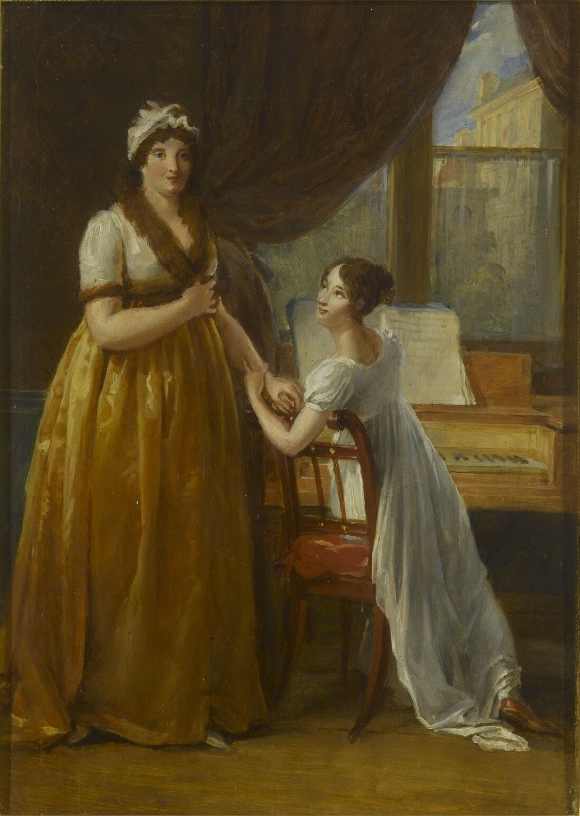
Marie-Renée Choppin d'Arnouville, vicomtesse de Morel de Vindé avec sa fille Claire (futur Madame Hippolyte Terray).

## Alliances

### Branche de Foucaucourt
Les principales alliances sont : du Crocquet de Guyencourt, Le Fèvre de Caumartin, du Mesnildot, Pingré de Fricamps, Le Boucher d'Ailly, Hébert de Beauvoir, de Monet de Lamarck, de Sèze, Terray, Boudoux d'Hautefeuille, Paignon-Dijonval, Choppin d'Arnouville, Leroy de Barde, Jacobé de Naurois, Fouache d'Halloy, de Monteynard, Tardy de Montravel, Goüin, d'Irumberry de Salaberry, Pourroy de L'Aubérivière de Quinsonas, Jordis von Lohausen, von Stotzingen (de).

### Branche de Boncourt
Les principales alliances sont : d'Arenberg, d'Aumale, de Belvalet d'Humeroeuille, du Breil de Pontbriand, Eudel, du Fresne de Beaucourt, de Hauteclocque, Le Caron de Troussures, de Lorgeril, de Mons, du Passage, de Sachy,